# Casey Benjamin

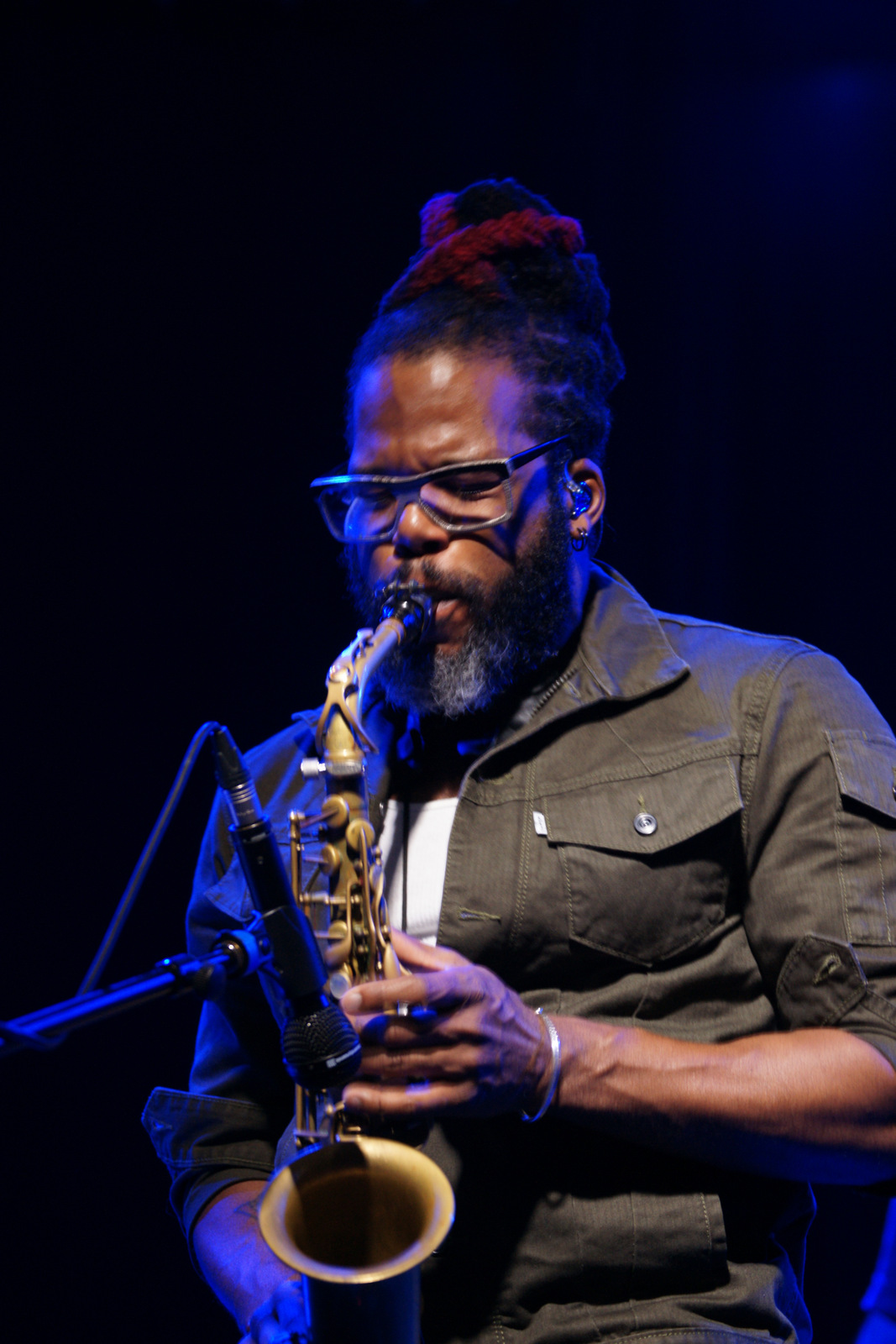
Casey Benjamin (2012)

Casey Benjamin (* 10. Oktober 1978 in Queens, New York; † 30. März 2024) war ein US-amerikanischer Saxophonist, Keyboarder, Produzent und Songwriter.

## Leben
Benjamin stammte aus South Jamaica, einem Viertel im New Yorker Stadtbezirk Queens. Er besuchte die Fiorello H. LaGuardia High School, bevor er an der New School for Jazz and Contemporary Music in Manhattan studierte. 2002 trat er mit DJ Logic auf dem Montreux Jazz Festival auf. Auch arbeitete er mit Arto Lindsay, Joe Chambers, Mark Adams, Betty Carter und Buster Williams. Als Keyboarder war er ein Teil des New-Wave-Duos HEAVy und produzierte deren Album JazzMoney$$. Er spielte zuletzt mit so unterschiedlichen Musikern wie Q-Tip, A Tribe Called Quest, Mos Def, Stefon Harris, Marcus Strickland, Regina Litvinova, Robert Glasper und Victor Bailey, mit dem er 2010 auf den Leverkusener Jazztagen konzertierte.

## Diskografische Hinweise
- Pucci Amanda Jhones, Wild is the Wind (CIMP 1998)[5]
- HEAVy, JazzMoney$$ (2007)
- Stefon Harris & Blackout, Urbanus (2009)[6]
- Robert Glasper, Black Radio (2012)[7] (Grammy Award for Best R&B Album)
- Robert Glasper Experiment ArtScience (2016)

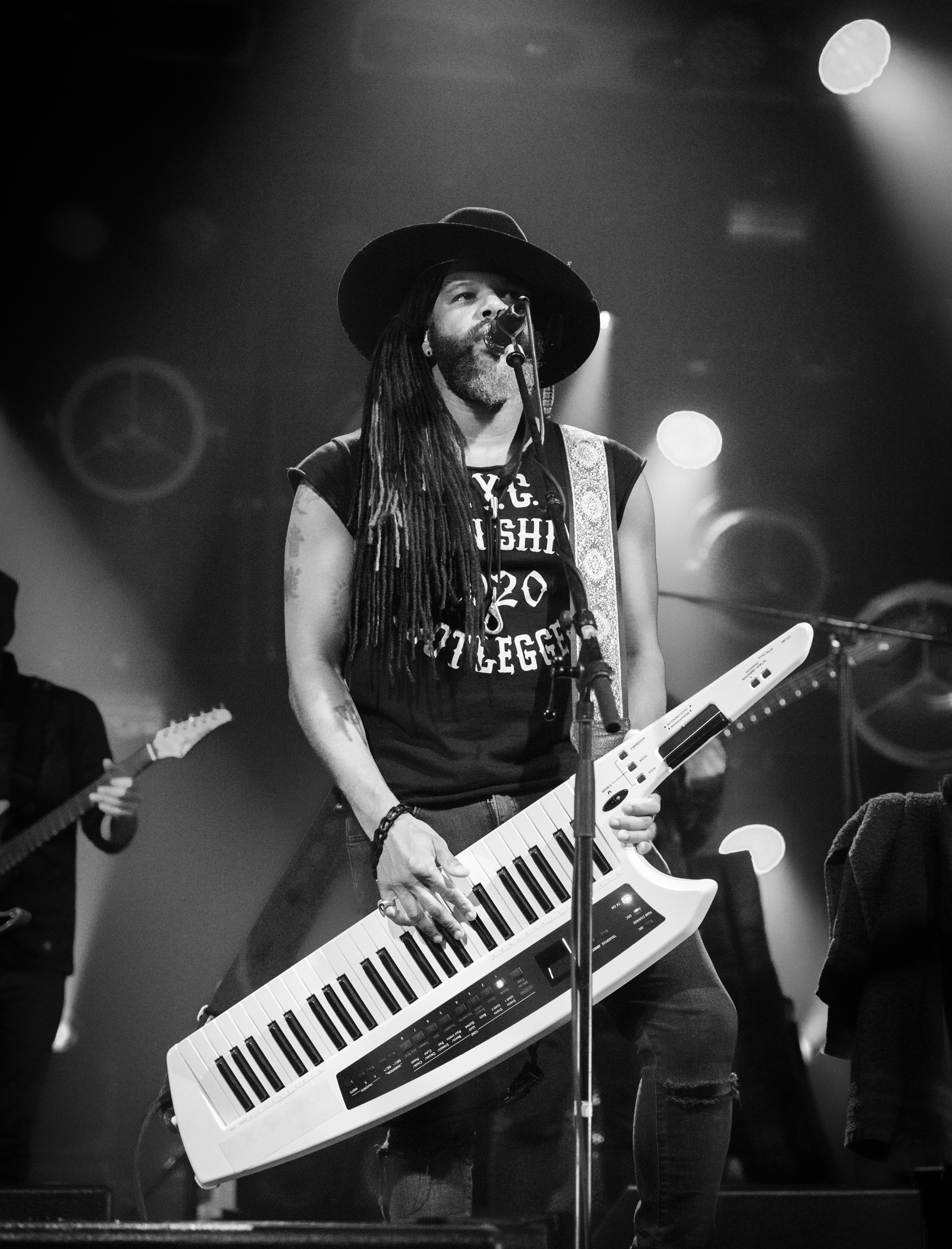
Casey Benjamin mit Robert Glasper Experiment (Leverkusen, 2016)